# SReader
sReader はiOS用電子書籍リーダー。

## 概要
iPhone, iPod touch 用の電子書籍リーダーとして2012年1月11日にリリースされた。ver 1.1.2 (2012年1月20日)からはiPadに対応している。
対応形式はEPUB。ユーザーがダウンロードしたEPUB形式のファイルはiTunesでの同期時にパソコンから端末へコピーする。
また、サンプル書籍15本がプリインストールされているので、アプリ購入時から読書が可能である。
ページをめくるタイプの電子書籍リーダーが多いなか、sRedearはスクロールしてに文章を読むことができる。
ページをめくる時間を待たなくてよいというスムーズな操作性のメリットは大きい。
現在、英語、フランス語、日本語に対応している。（将来的には、韓国語、中国語、スペイン語にも対応予定）
現在はEPUB形式にしか対応していないが、将来的には.txt, pdf, html形式にも対応予定。

## 特徴
- スクロールスタイルによる快適な読書

- 高速かつシンプルな操作性

- 文字サイズを7段階から選択可能

- 文字色と背景色を5色から選択可能

## 有料版で追加される機能
- 広告非表示

- 回転表示対応

- 全画面表示

- メニューバー半透明機能

- メニューバーカラー選択機能（14色）

- iPad対応

## サンプルの書籍
- 日本語
  - 杜子春　（芥川龍之介）
  - 斜陽　（太宰治）
  - 坊ちゃん　（夏目漱石）
  - 吾輩は猫である　（夏目漱石）
  - フランダースの犬　（マリー・ルイーズ）

- 英語
  - A Study in Scarlet　（Arthur Conan Doyle）
  - The Apple Tree　（John Galsworthy）
  - A Dog of Flanders （Marie Louise de la Ramee）
  - The Adventures of Tom Sawyer （Mark Twain）
  - The Gift of the Magi （O. Henry）

- フランス語
  - Les Trois Mousquetaires　（Alexandre Dumas）
  - La Reine Margot - Tome 1　（Alexandre Dumas）
  - Le Père Goriot （Honoré de Balzac）
  - Les Misérables - Tome 1 - Frantine （Victor Hugo）
  - Notre-Dame de Paris. 1482 （Victor Hugo）

## 登場キャラクター
ブックくん、ネイキッドさん